# Blind River (Ontario)
Blind River (offiziell Town of Blind River) ist eine Gemeinde im Zentrum der kanadischen Provinz Ontario. Die Stadt liegt im Algoma District und hat den Status einer Single Tier (einstufigen Gemeinde).
Der europäisch geprägte Teil der Besiedlung geht zurück auf einen Pelzhandelsposten der North West Company der 1789 an der Mündung des Mississagi River errichtet und später von der Hudson’s Bay Company übernommen wurde. Im Jahr 1877 wurde in der entstandenen Siedlung dann ein Postamt eröffnet und im Jahr 1888 erreichte eine Eisenbahnstrecke der Canadian Pacific Railway die Gegend. In dieser Zeit bestimmte die Holzindustrie und der Abbau von Kupfer die Wirtschaft. 1955 wurde in der Region und später bei Elliot Lake Uran entdeckt. 1983 wurde am westlich Stadtrand von Blind River eine Uranraffinerie gebaut. Cameco betreibt hier eine der weltweit größten kommerziellen Raffinerien in der Urantrioxid gewonnen wird. Urantrioxid wird zu sogenannten Pellets verarbeitet, um in Brennstäben für Kernreaktoren verwendet zu werden.

## Lage
Blind River liegt im nordwestlichen Teil der Provinz, an der Einmündung des gleichnamigen Flusses Blind River in den North Channel des Huronsees. Auch der Mississagi River mündet im Gebiet der Gemeinde in den North Channel. Die Gemeinde ist sehr waldreich und umfasst zahlreiche Seen und mehrere der Provincial Parks in Ontario. Zur Gemeinde gehört auch das im North Channel gelegene Mississagi Island.
Im Südwesten umfasst das Gebiet der Stadt ein großes Reservat (Mississagi River No. 8) der Mississauga, einer Gruppe der First Nation. Laut dem „Census 2016“ leben in dem 22,3 km² großen Reservat 411 Menschen.
Blind River liegt etwa 145 Kilometer östlich von Sault Ste. Marie bzw. etwa 165 Kilometer westlich von Greater Sudbury.

## Bevölkerung
Der Zensus im Jahr 2016 ergab für die Gemeinde eine Bevölkerungszahl von 3472 Einwohnern, nachdem der Zensus im Jahr 2011 für die Gemeinde noch eine Bevölkerungszahl von 3549 Einwohnern ergeben hatte. Die Bevölkerung hat damit im Vergleich zum letzten Zensus im Jahr 2011 leicht um 2,2 % abgenommen, während der Provinzdurchschnitt gleichzeitig bei einer Bevölkerungszunahme von 4,6 % lag. Bereits im Zensuszeitraum von 2006 bis 2011 hatte die Einwohnerzahl in der Gemeinde deutlich um 6,1 % abgenommen hatte, während die Gesamtbevölkerung in der Provinz gleichzeitig um 5,7 % zunahm.

## Sprache
In der Gemeinde lebt eine große Anzahl von Franko-Ontariern. Bei offiziellen Befragungen im Rahmen des Zensus 2016 gaben etwa 15 % der Einwohner an Französisch als Muttersprache oder Umgangssprache zu verwenden. Blind River gehört damit zu den Gemeinden in der Provinz mit einem deutlich erhöhten Anteil an französischsprachigen Einwohnern. Auf Grund der Anzahl der französischsprachigen Einwohner gilt in der Gemeinde der „French Language Services Act“. Obwohl Ontario offiziell nicht zweisprachig ist, sind nach diesem Sprachgesetz die Provinzbehörden verpflichtet, ihre Dienstleistungen in bestimmten Gebieten auch in französischer Sprache anzubieten. Die Gemeinde selber gehört auch der Association française des municipalités d’Ontario (AFMO) an und fördert die französische Sprachnutzung ebenfalls auf Gemeindeebene.

## Verkehr
Blind River wird in Ost-West-Richtung durch den King’s Highway 17, der hier auch Teil des Trans-Canada Highwaysystems ist, passiert. Weiterhin wird die Gemeinde in Nord-Süd-Richtung durch den regionalen Highway 557 erschlossen. Außerdem durchquert eine Eisenbahnstrecke der Huron Central Railway die Gemeinde. Durch die Ontario Northland Transportation Commission werden Busverbindungen mit verschiedenen anderen Orte angeboten.

## Söhne und Töchter der Stadt
- Claude Julien (* 1960), Eishockeyspieler und -trainer